# Aiko Nakamura
Aiko Nakamura (Japans: 中村藍子, Nakamura Aiko) (Osaka, 28 december 1983) is een voormalig tennisspeelster uit Japan. Aiko Nakamura begon met tennissen op achtjarige leeftijd en werd gecoacht door Eiji Takeuchi. Haar favoriete ondergrond is hardcourt en gras. Zij is rechtshandig en speelt tweehandig aan beide zijden. Zij was actief in het proftennis van 1999 tot en met 2012.
Nakamura wist geen WTA-toernooien te winnen, noch in het enkelspel, noch in het dubbelspel. Zij bereikte wel in 2006 de enkelspelfinale van het toernooi in Tokio – zij verloor deze van de Française Marion Bartoli. Daarnaast won zij vier enkelspeltitels op het ITF-circuit. Ook in het dubbelspel bereikte zij eenmaal een WTA-finale, op hetzelfde toernooi in 2008, samen met landgenote Ayumi Morita – zij verloren van de Amerikaanse Jill Craybas en Marina Erakovic uit Nieuw-Zeeland. Daarnaast won zij drie dubbelspeltitels op het ITF-circuit.
In de periode 2005–2009 nam zij deel aan het Japanse Fed Cup-team. Haar winst/verlies-balans was daar 6–4.
Haar beste enkelspelresultaat op de grandslamtoernooien is het bereiken van de derde ronde. Haar hoogste notering op de WTA-ranglijst is de 47e plaats, die zij bereikte in augustus 2007.

## Posities op deWTA-ranglijst
Positie per einde seizoen:
| jaartal | ranking enkelspel | ranking dubbelspel |
| ------- | ----------------- | ------------------ |
| 2001    | 791               | –                  |
| 2002    | 310               | 577                |
| 2003    | 267               | 371                |
| 2004    | 123               | 291                |
| 2005    | 71                | 199                |
| 2006    | 59                | 214                |
| 2007    | 68                | 78                 |
| 2008    | 166               | 120                |
| 2009    | 195               | 229                |
| 2011    | 229               | 421                |
| 2012    | 361               | 600                |

## Palmares
| Legenda                |
| ---------------------- |
| Grandslamtoernooi      |
| Olympische Spelen      |
| Year-End Championships |
| Tier I                 |
| Tier II                |
| Tier III               |
| Tier IV & V            |

### WTA-finaleplaatsen enkelspel
| nr.              | finaledatum | toernooi          | ondergrond | tegenstandster | score         |         |
| ---------------- | ----------- | ----------------- | ---------- | -------------- | ------------- | ------- |
| Gewonnen finales |             |                   |            |                |               |         |
| Geen.            |             |                   |            |                |               |         |
| Verloren finales |             |                   |            |                |               |         |
| 1.               | 2006-10-08  | WTA Japan (Tokio) | hardcourt  | Marion Bartoli | 6-2, 2-6, 2-6 | details |

### WTA-finaleplaatsen vrouwendubbelspel
| nr.              | finaledatum | toernooi          | ondergrond | partner      | tegenstandsters              | score            |         |
| ---------------- | ----------- | ----------------- | ---------- | ------------ | ---------------------------- | ---------------- | ------- |
| Gewonnen finales |             |                   |            |              |                              |                  |         |
| Geen.            |             |                   |            |              |                              |                  |         |
| Verloren finales |             |                   |            |              |                              |                  |         |
| 1.               | 2008-10-05  | WTA Japan (Tokio) | hardcourt  | Ayumi Morita | Jill Craybas Marina Erakovic | 6-4, 5-7, [6-10] | details |

## Resultaten grandslamtoernooien
| Legenda | Legenda                          |
| ------- | -------------------------------- |
| g.t.    | geen toernooi gehouden           |
| l.c.    | lagere categorie                 |
| –       | niet deelgenomen                 |
| G       | uitgeschakeld in de groepsfase   |
| 1R      | uitgeschakeld in de eerste ronde |
| 2R      | uitgeschakeld in de tweede ronde |
| 3R      | uitgeschakeld in de derde ronde  |
| 4R      | uitgeschakeld in de vierde ronde |
| KF      | uitgeschakeld in de kwartfinale  |
| HF      | uitgeschakeld in de halve finale |
| F       | de finale verloren               |
| W       | het toernooi gewonnen            |
| w-v     | winst/verlies-balans             |

### Enkelspel
| Toernooi        | 2005 | 2006 | 2007 | 2008 | 2009 | w-v |
| --------------- | ---- | ---- | ---- | ---- | ---- | --- |
| Australian Open | 2R   | 3R   | 3R   | 1R   | –    | 5-4 |
| Roland Garros   | 1R   | 1R   | 1R   | 1R   | –    | 0-4 |
| Wimbledon       | 2R   | 1R   | 2R   | 1R   | 1R   | 2-5 |
| US Open         | 2R   | 2R   | 1R   | 1R   | –    | 2-4 |

### Vrouwendubbelspel
| Toernooi        | 2005 | 2006 | 2007 | 2008 | 2009 | w-v |
| --------------- | ---- | ---- | ---- | ---- | ---- | --- |
| Australian Open | –    | 1R   | 1R   | 2R   | –    | 1-3 |
| Roland Garros   | –    | 1R   | 2R   | 1R   | –    | 1-3 |
| Wimbledon       | 2R   | 1R   | 2R   | 2R   | 1R   | 3-5 |
| US Open         | –    | 1R   | 2R   | –    | –    | 1-2 |